# Thebais (Kunst)
Thebaïs (altgriechisch Θηβαϊς) werden manche bildliche Darstellungen des Eremitenlebens bezeichnet. Sie haben ihren Namen nach speziellen Einsiedeleien erhalten, die sich in der ägyptischen Region Thebais befanden. Bekannte Anachoreten in dieser Region waren unter anderem der erste Einsiedler Paulus von Theben und Antonius der Große, deren Leben daher besonders häufig in der Kunst rezipiert wurde.